# تيري شرودر
تيري شرودر (بالإنجليزية: Terry Schroeder)‏ هو لاعب كرة الماء أمريكي، ولد في 9 أكتوبر 1958 في سانتا باربارا في الولايات المتحدة.

## وصلات خارجية
- تيري شرودر على موقع قاعة مشاهير السباحة العالمية (الإنجليزية)
- تيري شرودر على موقع قاعة مشاهير السباحة الأمريكية (الإنجليزية)
- تيري شرودر على موقع اللجنة الأولمبية الدولية (الإنجليزية)
- تيري شرودر على موقع أوليمبيديا (الإنجليزية)